# Cape Gazert
Cape Gazert är en udde på ön Heard Island i Heard- och McDonaldöarna (Australien). Den ligger i den västra delen av Heard- och McDonaldöarna.
Polarklimat råder i trakten. Årsmedeltemperaturen i trakten är −8 °C. Den varmaste månaden är januari, då medeltemperaturen är −2 °C, och den kallaste är augusti, med −11 °C.